# Campo Grande (microregio)
Campo Grande is een van de elf microregio's van de Braziliaanse deelstaat Mato Grosso do Sul. Zij ligt in de mesoregio Centro-Norte de Mato Grosso do Sul en grenst aan de mesoregio's Leste de Mato Grosso do Sul in het oosten, Sudoeste de Mato Grosso do Sul in het zuiden en zuidwesten en Pantanal Sul Mato-Grossense in het westen en de microregio Alto Taquari in het noorden. De microregio heeft een oppervlakte van ca. 28.261 km². Midden 2004 werd het inwoneraantal geschat op 800.280.
Acht gemeenten behoren tot deze microregio:
- Bandeirantes
- Campo Grande
- Corguinho
- Jaraguari
- Rio Negro
- Rochedo
- Sidrolândia
- Terenos

Mesoregio's: Centro-Norte de Mato Grosso do Sul · Leste de Mato Grosso do Sul · Pantanal Sul Mato-Grossense · Sudoeste de Mato Grosso do Sul

Microregio's: Alto Taquari · Aquidauana · Baixo Pantanal · Bodoquena · Campo Grande · Cassilândia · Dourados · Iguatemi · Nova Andradina · Paranaíba · Três Lagoas